# Das Bild des Kaisers
Das Bild des Kaisers ist eine Novelle von Wilhelm Hauff, die er 1827 schrieb und die Ende 1827 im „Taschenbuch für Damen“ auf das Jahr 1828 im Verlag J.G. Schrag, Nürnberg erschien.
Die Novelle führt in der Zeit des Vormärz den durch den Reichsdeputationshauptschluss verarmten ehemaligen schwäbischen Reichsritter Thierberg mit seiner Tochter Anna und den unter Napoleon aufgestiegenen General Willi mit seinem demokratischen Ideen aufgeschlossenen Sohn Robert zusammen. Sie wird aus der Sicht des brandenburgischen Neffen des alten Thierberg, Albert von Rantow, erzählt, der stolz auf die militärischen Leistungen der Preußen in den Befreiungskriegen ist.
Die Handlung lässt den jungen Brandenburger in der Postkutsche mit dem Schwaben Robert zusammentreffen, wo der Schwabe und die süddeutsche Landschaft ihm einen besseren Eindruck hinterlassen, als seine bisherigen Vorurteile ihm hätten möglich erscheinen lassen. Dann finden sich die beiden nach allerlei romantischen unvermuteten Begegnungen und Verwechslungen als Rivalen um die Liebe Annas von Thierberg wieder. Über der Festnahme des schwäbischen Demokraten sieht der Brandenburger über seine Rivalität hinweg und versucht dem Schwaben zu helfen. Wem das wenig motiviert erscheinen sollte, der wird durch die Weise, wie ein Bild Napoleons, das der Novelle den Titel gibt, alle Konflikte löst, erschreckt sein. Denn durch den wiederholten Bericht des alten Thierberg über sein Zusammentreffen mit einem edlen französischen Kapitän ist die Lösung zwar vorbereitet, aber durchaus nicht wahrscheinlich gemacht. So wird man diesen Vorgang weniger romantischer Schreibweise zurechnen als ihn als Fehler ansehen, den der 25-jährige Hauff stehen ließ, um das Tempo seiner Produktion nicht zu drosseln.
Die Erzählung bietet einen guten Eindruck von ständischen und landsmannschaftlichen Vorurteilen der Zeit und von dem sehr widersprüchlichen Bild, das die Figur Napoleons kurz nach seinem Tode in Deutschland hinterlassen hatte.

## Historische Vorbilder
Die Vorbilder der Gestalten dieser Novelle waren für den General Willi der Freiherr Ernst von Hügel, bei dem Hauff als Hauslehrer gearbeitet hatte,  und für den Franzosenfeind Thierberg der Bremer Bürgermeister Johann Smidt, der 1814 das Heer der Anti-Napoleonkoalition nach Paris begleitet hatte. Die beiden Burgen der Erzählung haben ihr Vorbild in Burg Guttenberg bei Haßmersheim-Neckarmühlbach (zwischen Heidelberg und Heilbronn), dem Stammsitz der Freifrau von Hügel, geb. Gemmingen-Guttenberg, und in der jenseits des Neckars benachbart gelegenen Burg Hornberg (Thierberg in der Novelle), die seit 1612 im Besitz des Familienzweiges Gemmingen-Hornberg ist.